# Strumento sottostante
Per strumento sottostante si intende quell'attività (non necessariamente finanziaria) da cui dipende il derivato. La tipologia del sottostante può essere estremamente vasta: ad esempio, per stock option, si intende un'opzione il cui sottostante sono dei titoli azionari, ovvero la facoltà di comprare l'azione ad un prezzo stabilito ad una data prestabilita.
Gli strumenti sottostanti di tipo finanziario possono essere:
- Titoli di qualsiasi tipo (azioni, obbligazioni, ecc.).
- Indici, es. Euribor, Mibtel, Nasdaq.
- Valute
- Tassi d'interesse
- Commodity
- Fondi comuni di investimento

| Controllo di autorità | GND (DE) 4418997-7 |